# 西熊野街道
西熊野街道（にしくまのかいどう）とは、奈良県五條市内より南へ、五條市西吉野町、五條市大塔町を経て、十津川村平谷まで続いていた、現在の 国道168号 の祖となる古道。十津川街道とも称される。
五條市大塔町、十津川村にまだ車道がない時代の幹線道路。明治22年の十津川大水害 により、著しく崩壊したが、月日を重ね改良を積み重ね、現在の国道168号線となったことから現在の国道168号線を 西熊野街道 と呼ぶ場合もある。現在も、一部ではあるが、国道脇の山中に残っており、残された石仏などが、かつて人の往来が多かったことを物語っている。